# Zaccaria Ferreri
Zaccaria Ferreri, talvolta indicato anche come Zaccaria Ferrari (Vicenza, 1479 – Roma, 9 settembre 1524), è stato un vescovo cattolico, monaco cristiano, poeta e legato pontificio italiano.

## Biografia
Appartenente ad una famiglia nobile, studiò a Padova e divenne monaco benedettino presso l'Abbazia di Montecassino. All'età di 25 anni lasciò il monastero e si trasferì a Roma, dove concluse gli studi conseguendo il dottorato in diritto e in teologia. Dopo una breve parentesi nel 1508, nell'ordine certosino, rientrò fra i benedettini.
Inizialmente servì papa Giulio II, ma in seguito si unì alle file dei suoi avversari e partecipò al Conciliabolo di Pisa nel 1511; per queste attività ricevette la scomunica nel 1513. Riappacificatosi con il nuovo papa Leone X, gli fu affidato il compito di preparare una nuova edizione più sintetica e comoda del breviario. Nel 1518 divenne vescovo titolare di Sebaste di Cilicia, mentre nel 1519 fu nominato vescovo di Guardialfiera. Due mesi dopo rinunciò a quest'ultima nomina, ma mantenendone sia il titolo sia i diritti.
Tra il 1520 e il 1521 fu inviato come legato pontificio nel Regno di Polonia e nel Granducato di Lituania. In Polonia mediò una tregua nella guerra polacco-teutonica ed intraprese una campagna contro la diffusione del Luteranesimo, mentre in Lituania indagò sulle prove per la canonizzazione di San Casimiro. Pur avendo programmato un ulteriore viaggio nel Granducato di Mosca, dovette rinunciarvi a causa della quarta guerra moscovito-lituana. Nel 1521 ritornò a Roma e continuò a lavorare al breviario. Dopo la morte di papa Leone X, avvenuta il 1º dicembre 1521, rivendicò i suoi diritti di vescovo di Guardialfiera, riassumendone pertanto la carica. Il suo breviario venne pubblicato dopo la sua morte nel 1524.

## Opere
- Apologia sacri Pisani Concilii (1511)
- Lugdunense somnium de divi Leonis X, P. M., ad summum pontificatum divina promotione (1513)
- Vita beati Casimiri confessoris (1521)
- Hymni novi ecclesiastici iuxta veram metri et Latinitatis normam (1525)